# Walter Magnago
Walter Magnago, né le 10 novembre 1960 à Trente (Trentin-Haut-Adige), est un coureur cycliste italien, professionnel de 1985 à 1992. 

## Biographie
Né en 1960 à Trente, Walter Magnago remporte notamment chez les amateurs le Trofeo Alcide Degasperi à deux reprises (1980 et 1983), une étape au Tour de la Vallée d'Aoste en 1981 ou encore le Piccolo Giro di Lombardia en 1984.
En 1985, à l'âge de 25 ans, il devient professionnel chez Gis Gelati, avec laquelle il participe au Tour d'Italie, terminant 84e. La saison suivante, il dispute le Tour de France, qui se conclut par un abandon, et le Tour de Lombardie, où il prend la 19e place.
En 1987, il rejoint l'équipe Carrera Jeans, obtenant la première année une victoire dans un contre-la-montre par équipes à Paris-Nice et une belle sixième place au Tour de Lombardie. En 1988, il termine le Tour de France à la 141e place et le Tour de Lombardie en en 25e position. Enfin, en 1989, il participe au Tour de France (134e), à Milan-San Remo (30e) et, pour les seules fois de sa carrière, au Tour d'Espagne, où il est contraint à l'abandon, et au Tour des Flandres (67e).
En 1990, il a rejoint la nouvelle formation Gis Gelati. L'année suivante, il remporte une étape de la Semaine cycliste internationale, sa seule victoire chez les professionnels.
Il met fin à sa carrière à l'issue de la saison 1991.

## Palmarès

### Palmarès amateur
- 1980
  - Trofeo Alcide Degasperi
- 1981
  - 2e étape du Tour de la Vallée d'Aoste
  - Gran Premio Ezio Del Rosso
- 1982
  - Giro del Medio Po
  - 2e du Circuito Salese
- 1983
  - Trofeo Alcide Degasperi
- 1984
  - Gran Premio Sportivi San Vigilio
  - Targa d'Oro Città di Varese
  - Tour de Lombardie amateurs

### Palmarès professionnel
| - 1986 - 3e du Tour de Romagne - 1987 - 1re étape de Paris-Nice (contre-la-montre par équipes) - 2e de la Cronostaffetta - 3e de la Coppa Sabatini - 6e du Tour de Lombardie | - 1990 - 2e de la Semaine cycliste lombarde - 1991 - 10ea étape de la Semaine cycliste internationale |

## Résultats sur les grands tours

### Tour de France
3 participations
- 1986 : abandon (12e étape)
- 1988 : 141e
- 1989 : 134e

### Tour d'Italie
2 participations
- 1985 : 84e
- 1991 : 78e

### Tour d'Espagne
1 participation
- 1989 : abandon (5e étape)